# Persona 5 Strikers
Persona 5 Strikers (укр. Персона 5 Ударники, видана в Японії як Persona 5 Scramble: The Phantom Strikers (яп. ペルソナ ５ スクランブルザ ・ ファトムストライカーズ)) — рольова гра в жанрі hack and slash, розроблена Omega Force та P-Studio (Atlus) та видана Atlus. Гра представляє собою кросовер між франшизою Dynasty Warriors від Koei Tecmo та японської рольової ігри Persona 5.
Події гри відбуваються в всесвіті Persona 5 через чотири місяці після закінчення історії останньої і прямо продовжують її. Головним героєм гри знову стає протагоніст під кодовим іменем Джокер, який повернувся в Токіо для зустрічі з своїми друзями на літні канікули. В цей же час по всій Японії починаються дивні події, коли люди раптово міняють свій характер деколи переходячи грань божевілля. Через схожість на події попередньої гри, Джокер разом з рештою «Примарних Викрадачів Сердець» стають головними підозрюваними в цих змінах психіки і змушені вирушити в подорож Японією для розслідування нової загрози і виправлення своєї репутації. Ігровий процес багато в чому повторює Persona 5, зокрема використання Персон для отримання вмінь і характеристик, а також стелс систему останньої, але тепер бої проходять в реальному часі з можливістю паузи для використання вмінь.
Гра була випущена в Японії для Nintendo Switch і PlayStation 4 у лютому 2020 року, а в лютому 2021 року відбувся всесвітній реліз для цих консолей, а також Windows. Гра отримала гарні відгуки серед критиків і в листопаді 2023 року перевершила 2 мільйони проданих копій.

## Ігровий процес
Ігровий процес Persona 5 Strikers використовує елементи бою в реальному час схожому на бій в франшизі Dynasty Warriors, і рольові елементи з серії Persona. Гра знову проходить в двох паралельних реальностях — реальному світі, де керуючи головним героєм (ім'я вибирається на початку гри) можна проводити час з іншими персонажами для прогресу сюжету, і в реальності колективного несвідомого (названого «Метаверс» в грі), де герої отримують можливість використовувати свої Персони для боротьби з Тінями лиходіїв для виправлення їх свідомості. Характеристики і вміння в метаверсі залежать від «Персони» яку використовує персонаж. Всі ігрові персонажі отримують одну Персону на початку гри, яка отримує нові вміння з отриманням ігрового досвіду, але головний герой Джокер може використовувати декілька Персон, яких може знайти на полі бою чи створити зливши декілька інших персон в Оксамитовій кімнаті (англ. Velvet Room).
Хоча в грі присутній календар, гравець не має обмеження на кількість активностей в день, на відміну від ігор основної серії. Час в грі прогресує після виконання певних активностей чи прогресу в метаверсі (перемозі над босом, чи досягненням контрольної точки), а необов'язкові активності можуть не займають ігрового часу. Так само не займає час відвідування метаверсу заради здобуття ігрового досвіду чи грошей. Система Конфідентів з оригінальної гри відсутня, замість введена нова характеристика BOND (укр. «Зв'язок») збільшення рівня якої досягається проведенням активностей з іншими персонажами. Отримані рівні BOND можна використати для підвищення характеристик персонажів (збільшення здоров'я чи атаки), отримання нових вмінь чи відкриття нових предметів в магазині.
Дослідження підземель в метаверсі схоже на Persona 5, необхідно досліджувати трьохвимірний світ розгадуючи головоломки, але з значно більшою платформерністю, зокрема тепер додана можливість стрибати в будь-який момент для подолання невеликих перешкод. Як і раніше активна група включає чотирьох членів, серед них Джокер обов'язковий, але тепер можна пересуватись за будь-якого члена групи і використовувати їх специфічні характеристики чи атаки. Також необов'язкові члени групи можуть бути замінені в будь-який час поза боєм. Присутня система «Третє око», яка дозволяє підсвічувати ворогів та інтерактивні елементи середовища для полегшення навігації в світі.
Як і в основній грі вороги явно пересуваються в метаверсі і бій починається тільки коли гравець вступає в контакт з ворогом чи навпаки, але тепер замість традиційного для JRPG покрокового бою починається бій в реальному часі в обмеженому просторі з значно більшою кількістю ворогів. Якщо битва була ініціалізована гравцем непомітним ударом, вороги отримують приголомшення і невелику кількість пошкоджень, якщо ж першим ударив ворог пошкоджень зазнають персонажі. Кожен персонаж може використовувати атаки ближнього і дальнього бою, а комбінувати їх для спеціальних ударів, а також використовувати елементи середовища. Відкриття меню вмінь Персони призупиняє час, що дозволяє вибрати необхідне вміння, а також напрямок чи площу її застосування. Шкода ворогів і персонажів поділяється на типи (фізична, вогняна, тощо), і більшість ворогів (і персонажів гравця) мають вразливості до певного типу шкоди. Якщо використати цю вразливість, чи завдати критичного удару ворог стає збитий з ніг і на ньому можна застосувати «Спільну атаку» (англ. «All-Out Attack»), яка наносить величезну кількість шкоди. Також можна комбінувати різні типи атак чи атаку після ефекту контролю, що б завдати «технічного» (англ. «Technical») удару з збільшеною шкодою і можливістю приголомшення. Після перемоги над всіма ворогами бій завершується і отриманий досвід розподіляється між всіма активними персонажами. Окрім цього персонажі, яким напряму керував гравець отримують досвід для вивчення нових прийомів бою унікальних для кожного окремого персонажа, відомих як «Master Arts». Якщо всі активні члени групи вибиті в бою, гра вважається програною.

## Сюжет
Через чотири місяці після подій Persona 5 протагоніст з котом Морганою повертаються до Токіо, що б зустрітися з своїми друзями і разом провести літні канікули в поході. Хлопець знову поселяється на горищі кафе свого колишнього опікуна Содзіро Сакури на час підготовки до подорожі. Для полегшення пошуку необхідних продуктів група використовує віртуального помічника з штучним інтелектом EMMA, який саме став популярним додатком для смартфонів. Вночі Джокер знову опиняється в сні в Оксамитовій кімнаті, де Лавенца попереджує його про те, що насувається нове лихо, деталей якого вона ще не знає. Наступного ранку Джокер, Моргана і Рюдзі відправляються до району Шібуя за необхідними предметами, де вони проходять повз висхідного кумира Аліси Хіраґі, яка дає протагоністу картку з проханням ввести код «Wonderland» в додаток EMMA для отримання доступу до особливого заходу, який вона проводить.
Однак після введення ключового слова вони переносяться в альтернативну версію району Шібуя, схожою на викривлену мета-реальність палаців з основної гри. Там вони бачать, як інших фанати Аліси атакують тіні забираючи щось з їхніх сердець, після чого їх ловлять тіні і відводять до з тіньової версії Аліси, яка називає себе Монархом, а цей світ — в'язницею. Оскільки герої не поводяться як інші фанати, Тіньова Аліса кидає хлопців на звалище, де вони зустрічають загадкову дівчину на ім'я Софія, яка стверджує, що вона друг людства. Софія приєднується до хлопців і допомагає їм втекти за допомогою своєї персони Піфоса. Повернувшись в реальний світ, Софія поселяється у протагоніста в смартфоні, оскільки насправді вона теж штучний інтелект без фізичної форми. Крім цього хлопці і Софія розуміють, що EMMA дозволяє їм входити в в'язниці так само, як вони раніше входили у палаци через навігатор Метареальності. Звернувши увагу на чутки про те, що багато фанатів Аліси починають поводити себе ненормально в реальному світі стаючи фанатично відданими їй, Джокер і друзі розуміють що це через напад тіней в тюрмах. Для виправлення ситуації вони вирішують знову стати Примарними крадіями сердець і дослідити цю в'язницю і саму Алісу. Софія вирішує допомогти Викрадачам і приєднується до них під кодовим ім'ям Софі.
Після того, як викрадачі перемагають тіньову Алісу і реальна Аліса міняється на краще, до них звертається поліцейський на ім'я Дзенкічі Хасеґава, який розслідує раптові химерні зміни в поведінці людей по всій Японії, а головний підозрюваний — Примарні крадії. Дзенкічі змушує їх укласти з ним угоду: він надасть їм інформацію про місця і особливості великих змін в поведінці людей, а натомість Викрадачі допоможуть йому в його розслідуванні, на яке вони неохоче погоджуються. У супроводі Дзенкічі Примарні крадії відправляються в Сендай і Саппоро, де розслідують і перемагають двох інших Монархів, які теж маніпулювали людьми для своїх потреб.
Під час поїздки вони зустрічаються з Куон Ічіносе, професоркою, що спеціалізуються на штучному інтелекті, яка вирішує допомогти групі дізнатися хто така Софія після того, як підслухала, що вони Примарні крадії. Крім того, Дзенкічі просить Викрадачів піти на презентацію в Сендай, послухати голову глобальної IT-компанії Madicce Акіру Коное, який має продемонструвати нові функції EMMA, оскільки Дзенкічі має підозру, що Коное може зловживати додатком, щоб маніпулювати серцями людей. Окрім цього Коное підтримує Дзюн Овада, корумпований політик і прихильник колишнього політика Масаесі Шідо, а ще Дзюн був відповідальний за смерть дружини Дзенкічі Аоі під час водіння в нетверезому стані.
Для подальшого розслідування герої відправляються на Окінаву, де була розміщена дослідницька лабораторія Madicce яку покинули. Там Викрадачі дізнаються про зародження EMMA і звідки вона отримала силу створювати в'язниці в метавсесвіті. Дізнавшись про це, Коное звинувачує Викрадачів в атаці на EMMA і разом з Овадою називають їх терористами. Окрім цього за підказкою EMMA Коное вирішує створити пастку для Викрадачів в метавсесвіті, створивши спеціальну в'язницю для дочки Дзенкічі — Акане, яка є великим фанатом Викрадачів, але має погані стосунки з батьком. В'язниця Акане з'являється в Кіото, де Джокер і решта Викрадачів, окрім Футаби Сакури, потрапляють в полон до тіньової Акане. Футаба через свою роль навігатора встигає втекти і звертається за допомогою Дзенкічі. Разом вони відправляються в в'язницю до тіньової Акане, зустріч з якою провокує пробудження Персони Вальжана в Дзенкічі. Здолавши ворогів і звільнивши Викрадачів Дзенкічі приєднується до Примарних крадіїв вибравши кодове ім'я «Вовк» (англ. «Wolf»). Разом з ним вони перемагають тіньову Акане, після чого Дзенкічі відновлює хороші стосунки з реальною Акане, що знищує її в'язницю.
Все ще перебуваючи під підозрою поліції, Примарні крадії звертаються до Куон Ічіносе про допомогу, щоб отримати більше інформації про ЕМMА і Madicce з якою їм вдається знайти в'язницю самого Коное в Осаці. Після успішної перемоги над тіньовим Коное, він зізнається в використанні EMMA для маніпуляцій і злочинів, що призводить до закриття компанії Madicce і виключення EMMA. Однак додаток EMMA раптово перезапускається сам по собі, викликаючи масове відключення електрики по всьому Токіо, і з'являється нова в'язниця. Увійшовши до в'язниці Викрадачі зустрічають Ічіносе, яка виявляється справжнім творцем ЕММА. Вона розповідає, що продала його Коное, щоб вона могла стежити за монархами, створеними EMMA і їх жертв для визначення істинного бажання людства. Ічіносе також розкриває історію створення Софії, яка була «невдалим» прототипом для EMMA. Вона наказує Софії атакувати Примарних крадіїв, але через сильну любов до друзів Софія ігнорує команди свого творця і пробуджує свою другу Персону Пандору. Переконавши Ічіносе відмовитися від EMMA, вони дізнаються, що справжня особистість додатку — Бог Контролю Деміург, який вважає, що найбільшим бажанням людства є світ, вільний від злочинів і правопорушень. Він використовує додаток EMMA, щоб маніпулювати серцями людей, щоб привести їх у «Землю обітовану». З допомогою Ічіносе Футаба зламує центральний сервер EMMA, щоб відправити візитну картку послідовникам Деміурга, дозволяючи Викрадачам протистояти помилковому богу в його істинної фізичній формі й перемогти його.
Викрадачі перемагають бога, після чого додаток EMMA, нарешті, закрито назавжди, стираючи в'язниці з лиця землі. Після цього Овада заарештований завдяки свідченням Коное, Дзенкічі повертається до Кіото, а Софія вирішує відправитися в подорож разом з Ічіносе, покинувши смартфон протагоніста. Перед відходом, Софія посилає протагоністу повідомлення по електронній пошті з фотографією Викрадачів, назвавши її «Скарб» і обіцяє друзів, що ніколи не забуде їх і що їх шляхи перетнуться знову. Завершивши свою місію, літні канікули підійшли до кінця, Джокер і його друзі розходяться й обіцяють один одному, що через пів року вони знову зустрінуться.

## Історія створення
Розробка Persona 5 Strikers почалась після завершення роботи над японською версією Persona 5 в вересні 2016 року під ім'ям Persona Warriors (за аналогом до Dynasty Warriors). 2 квітня 2019 інформацію про гру під назвою Persona 5 S офіційно видав Atlus, що призвело до спекуляцій про вихід оригінальної Persona 5 на Nintendo Switch, але вже 25 квітня гра був показаний публіці. Гра розроблялася студією Omega Force в Koei Tecmo і P-Studio Atlus, і 20 лютого 2020 року вийшла на Nintendo Switch і PlayStation 4 в Японії під назвою Persona 5 Scramble: The Phantom Strikers. Продюсерами гри були Дайсуке Канеда і Кенічі Оґасавара з Atlus, а композиторами Ацуші Кітаджі (Atlus), Ґота Масуока і Аяна Хіра (Koei Tecmo). Японські гравці також могли спробувати демо-версію гри, яка стала доступна 6 лютого.
Колекційна версія гри під назвою «Treasure Box» (укр. Скриня скарбів), включала гру, артбук, саундтрек, Blu-ray диск з історією створення музики для гри, рушник і подорожня сумка.. Гравці які передзамовили гру отримали додатковий завантажуваний вміст з додатковою музикою до гри. Також гра підтримувала перенесення інформації про проходження оригінальної Persona 5 чи Persona 5 Royal при використанні PlayStation 4, а для Switch гравці могли отримати додаткову музику до гри якщо вони грали Super Smash Bros. Ultimate. 18 червня 2020 року Sega випустила гру в Південно-східній Азії, Тайвані, Південній Кореї і Гонконгу, а для решти світу 23 лютого 2021 року. Тоді ж відбувся випуск версії для Windows.
Запис англійської озвучки для гри мав початись в квітні 2020 року, але через пандемію коронавірусу його довелось перенести. Пізніше актори озвучування отримали апаратуру для запису вдома, що дозволило виконати роботу, але дещо погіршило якість звуку.

## Оцінки й відгуки
| Агрегатор  | Оцінка                            |
| ---------- | --------------------------------- |
| Metacritic | NS: 81/100 PC: 76/100 PS4: 83/100 |

| Видання               | Оцінка |
| --------------------- | ------ |
| Destructoid           | 8.5/10 |
| Edge                  | 6/10   |
| Famitsu               | 36/40  |
| Game Informer         | 8.5/10 |
| GameSpot              | 8/10   |
| IGN                   | 8/10   |
| Nintendo Life         | 8/10   |
| Nintendo World Report | 7.5/10 |
| PC Gamer (США)        | 63/100 |

Persona 5 Strikers отримала «здебільшого схвальні відгуки» оцінки від критиків і гравців згідно агрегатора рецензій Metacritic.
Майкл Хаєм з GameSpot відгукнувся на гру «RPG елементи Persona 5 розцвіли в боях в реальному часі, і хоча історія може не викликати таких сильних емоцій, Викрадачі Сердець не забули на чому вони стояли.»

### Продажі
Persona 5 Strikers продалась кількістю 162 410 одиниць в перший тиждень в Японії: 115 995 і 46 415 одиниць на PlayStation 4 і Nintendo Switch відповідно. Це зробило гру найпродаванішою грою на PlayStation 4 того тижня, а версію для Nintendo другою за продажами фізичних копій того тижня.
Після розширення продажів на інші азійські країни, гра зайняла топ 5 продажів в Тайвані і Південній Кореї, а до липня 2020 року продалась загальним накладом більше 480 тисяч. До грудня 2020 гра подолала позначку в пів мільйона проданих копій. В США Persona 5 Strikers стала третьою грою за продажами в лютому 2021 року після Super Mario 3D World + Bowser's Fury і Call of Duty: Black Ops Cold War.
До листопада 2023, гра продалась накладом більше 2 мільйонів копій по всьому світі.